# Zakir Naik
Zakir Naik (Bombay, 18 de abril de 1965) debatiente telepredicador islamista indio

## Ideología
Asentado en Bombay, y médico de profesión, sus aseveraciones sobre el islam han creado fuerte controversia. En 2010 se le impuso una prohibición a su entrada en el Reino Unido.
Antes de convertirse en orador público, se formó como médico. Ha publicado versiones de folletos de conferencias sobre el Islam y la religión comparada. Tras la acción de Ofcom en 2019, Peace TV entregó su licencia para transmitir en el Reino Unido. En abril de 2020, la Comisión de Caridad para Inglaterra y Gales abrió una investigación legal sobre la Fundación de Investigación Islámica de caridad registrada, que ha financiado Peace TV.